# Menzies Campbell
Walter Menzies Campbell, także Ming Campbell (ur. 22 maja 1941 w Glasgow) – brytyjski polityk, działacz partii Liberalnych Demokratów, adwokat, lekkoatleta (sprinter).
Uczęszczał do szkoły średniej Hillhead High School w Glasgow, następnie studiował prawo na Uniwersytecie w Glasgow; dzięki stypendium odbył także studia na amerykańskim Uniwersytecie Stanfordzkim w Kalifornii. Był aktywnym działaczem organizacji studenckich, odnosił także sukcesy jako lekkoatleta-sprinter. Sześciokrotny medalista uniwersjady (w tym m.in. złoto w sztafecie 4 × 400 metrów w 1963 oraz dwa medale indywidualnie: w biegu na 200 metrów). W 1967 ustanowił wynikiem 10,2 rekord Wielkiej Brytanii w biegu na 100 m (rekord utrzymał się do 1974). Startował w igrzyskach olimpijskich w Tokio w 1964 (w składzie ekipy Wielkiej Brytanii i Irlandii Północnej – odpadł w ćwierćfinale na 200 metrów, a brytyjska sztafeta 4 × 100 metrów z Campbellem na trzeciej zmianie zajęła 8. miejsce z ówczesnym rekordem kraju: 39,6) oraz w igrzyskach Wspólnoty Brytyjskiej w Kingston (Jamajka) w 1966 (w składzie Szkocji). Podczas mistrzostw Europy w 1966 odpadł w półfinale na 100 metrów, eliminacjach na 200 metrów, a brytyjska sztafeta 4 × 100 metrów z Campbellem na trzeciej zmianie zajęła 5. miejsce. Wielokrotny mistrz Szkocji na różnych dystansach sprinterskich, w 1964 i 1967 triumfował w mistrzostwach Amateur Athletics Association w biegu na 200 metrów. Wielokrotnie reprezentował Wielką Brytanię w meczach międzypaństwowych.
Karierę polityczną rozpoczął w Partii Liberalnej. W 1975 został przewodniczącym jej szkockiego oddziału, wielokrotnie ubiegał się o miejsce w Izbie Gmin; po raz pierwszy został wybrany w 1987 w okręgu North East Fife. Po powstaniu Liberalnych Demokratów odpowiadał w partii za politykę zagraniczną i sprawy wojskowe. W powołanym przez Liberalnych Demokratów w 1997 gabinecie cieni objął resort spraw zagranicznych. W październiku 2003 został zastępcą lidera partii; przez kilka dni w kwietniu 2005 pełnił obowiązki lidera Liberalnych Demokratów, kiedy szef partii Charles Kennedy świętował narodziny dziecka. Ponownie stanął na czele partii w styczniu 2006 po rezygnacji Kennedy’ego; jako faworyt przystąpił do walki o pełnoprawne przewodnictwo partii i został wybrany na lidera Liberalnych Demokratów 2 marca 2006.
W 2004 za wieloletnią pracę w parlamencie otrzymał tytuł szlachecki „sir”. Został także odznaczony Komandorią Orderu Imperium Brytyjskiego (1987) i tytułem członka Tajnej Rady. Doktoraty honorowe nadały mu uniwersytety w Glasgow i Strathclyde.